# هوكي الميدان في الألعاب الأولمبية الصيفية 2020
أقيمت أحداث هوكي الميدان في دورة الألعاب الأولمبية الصيفية لعام 2020 في طوكيو في الفترة من 24 يوليو إلى 6 أغسطس 2021 في ملعب أوي للهوكي. تنافس في البطولة 24 فريقًا (12 فريقًا لكل من الرجال والسيدات).
كان من المقرر أصلاً عقدها في عام 2020، ولكن في 24 مارس 2020، أُجلت الألعاب الأولمبية إلى عام 2021 بسبب وباء كوفيد-19 .

## جدول
| م | المجموعات | ¼ | ربع النهائي | ½ | نصف النهائي | ب | مبارة الميدالية البرونزية | ن | مبارة الميدالية الذهبية |

| التاريخالحدث | السبت 24 | الأحد 25 | الاثنين 26 | الثلاثاء 27 | الأربعاء 28 | الخميس 29 | الجمعة 30 | السبت 31 | الأحد 1 | الاثنين 2 | الثلاثاء 3 | الأربعاء 4 | الخميس 5 | الخميس 5 | الجمعة 6 | الجمعة 6 |
| ------------ | -------- | -------- | ---------- | ----------- | ----------- | --------- | --------- | -------- | ------- | --------- | ---------- | ---------- | -------- | -------- | -------- | -------- |
| رجال         | م        | م        | م          | م           | م           | م         | م         |          | ¼       |           | ½          |            | ب        | ن        |          |          |
| سيدات        | م        | م        | م          |             | م           | م         | م         | م        |         | ¼         |            | ½          |          |          | ب        | ن        |

## تأهل
كل بطل قاري من الخمس اتحادات قارية يحصل تلقائيا على مقعد. وتأهلت اليابان كدولة مضيفة تلقائيًا. بالإضافة إلى ذلك، يتم تحديد الدول الست المتبقية من خلال حدث التأهل للألعاب الأولمبية. بسبب كون اليابان بطل لبطولة الاتحاد الأسيوي سواء للرجال أو السيدات، تم توفير مركز سابع في حدث التأهل للألعاب الأولمبية. مرحلة التأهل إلى الألعاب الأولمبية لم تتأثر بوباء COVID-19 بسبب أنها سبقت ظهور الجائحة.

### رجال
| الحدث                          | تاريخ                     | الموقع     | المقاعد | المتأهلين                                                   |
| ------------------------------ | ------------------------- | ---------- | ------- | ----------------------------------------------------------- |
| البلد المضيف                   | —                         | —          | 1       | اليابان                                                     |
| 2018 Asian Games               | 19 أغسطس – 1 سبتمبر 2018  | جاكرتا     | –       | –A                                                          |
| 2019 Pan American Games        | 30 يوليو – 10 أغسطس 2019  | ليما       | 1       | الأرجنتين                                                   |
| 2019 African Olympic Qualifier | 12 – 18 أغسطس 2019        | ستيلينبوش  | 1       | جنوب إفريقيا                                                |
| 2019 EuroHockey Championship   | 16 – 24 أغسطس 2019        | أنتويرب    | 1       | بلجيكا                                                      |
| 2019 Oceania Cup               | 5 – 8 سبتمبر 2019         | روكهامبتون | 1       | أستراليا                                                    |
| 2019 FIH Olympic Qualifiers    | 25 أكتوبر – 3 نوفمبر 2019 | Various    | 7       | كندا ألمانيا بريطانيا العظمى الهند هولندا نيوزيلندا إسبانيا |
| Total                          | Total                     | Total      | 12      |                                                             |

^A – منتخب اليابان لهوكي الميدان للرجال qualified both as the hosts and the continental champions, therefore that quota is added to the FIH Olympic Qualifiers rather than going to the runners-up of the tournament.

### سيدات
| حدث                               | تاريخ                     | الموقع (المواقع)  | حصة نسبية | المتأهلين |
| --------------------------------- | ------------------------- | ----------------- | --------- | --- |
| الدولة المضيفة                    | غير متاح                  | غير متاح          | 1         | </img> اليابان |
| 2018 دورة الألعاب الآسيوية        | 19 أغسطس - 1 سبتمبر 2018  | </img> جاكرتا     | -         | - 1 |
| 2019 ألعاب عموم أمريكا            | 29 يوليو - 9 أغسطس 2019   | </img> ليما       | 1         | </img> الأرجنتين |
| التصفيات الأولمبية الأفريقية 2019 | 12-18 أغسطس 2019          | </img> ستيلينبوش  | 1         | </img> جنوب أفريقيا |
| بطولة أمم أوروبا للهوكي 2019      | 17-25 أغسطس 2019          | </img> أنتويرب    | 1         | </img> هولندا |
| كأس أوقيانوسيا 2019               | 5-8 سبتمبر 2019           | </img> روكهامبتون | 1         | </img> نيوزيلاندا |
| تصفيات FIH الأولمبية 2019         | 25 أكتوبر - 3 نوفمبر 2019 | متنوع             | 7         | </img> أستراليا · </br></img> الصين · </br></img> ألمانيا · </br></img> بريطانيا العظمى · </br></img> الهند · </br></img> أيرلندا · </br></img> إسبانيا |
| المجموع                           | المجموع                   | المجموع           | 12        | |

^ 1 - تأهلت اليابان كمضيف وبطل قاري ، لذلك تمت إضافة هذه الحصة إلى تصفيات FIH الأولمبية بدلاً من الذهاب إلى وصيف البطولة.

## ملخص الميداليات

### جدول الميداليات
*   البلد المضيف (مضيف)
| المرتبة | دول             | ذهبية | فضية | برونزية | المجموع |
| ------- | --------------- | ----- | ---- | ------- | ------- |
| 1       | بلجيكا          | 1     | 0    | 0       | 1       |
| 1       | هولندا          | 1     | 0    | 0       | 1       |
| 3       | أستراليا        | 0     | 1    | 0       | 1       |
| 3       | الأرجنتين       | 0     | 1    | 0       | 1       |
| 5       | الهند           | 0     | 0    | 1       | 1       |
| 5       | بريطانيا العظمى | 0     | 0    | 1       | 1       |
| المجموع | المجموع         | 2     | 2    | 2       | 6       |

### الحاصلون على الميداليات
| الألعاب | الذهبية | الفضية | البرونزية |
| ------- | --- | --- | --- |
| رجال    | بلجيكا · غوتييه بوكارد · توم بون · Thomas Briels · Cédric Charlier · Félix Denayer · Nicolas De Kerpel · Arthur De Sloover · Sébastien Dockier · John-John Dohmen · Simon Gougnard · Alexander Hendrickx · Antoine Kina · Loïck Luypaert · Augustin Meurmans · Victor Wegnez · Vincent Vanasch · Florent Van Aubel · آرثر فان دورين | أستراليا · دانيال بيلي · Joshua Beltz · تيموثي براند · Andrew Charter · Tom Craig · مات دوسن · Blake Govers · جيريمي هايوارد · Tim Howard · Dylan Martin · Trent Mitton · Eddie Ockenden · Flynn Ogilvie · Lachlan Sharp · Joshua Simmonds · Jacob Whetton · Tom Wickham · Aran Zalewski                                                                               | الهند · Surender Kumar · Varun Kumar · Birendra Lakra · Vivek Prasad · Dilpreet Singh · Gurjant Singh · Harmanpreet Singh · Hardik Singh · Mandeep Singh · Manpreet Singh · Rupinder Pal Singh · Shamsher Singh · Simranjeet Singh · Nilakanta Sharma · P. R. Sreejesh · Sumit · Lalit Upadhyay · Amit Rohidas |
| سيدات   | هولندا · فيليس ألبرز · إيفا ده خوده · خان ده فارد · مارلوس كيتيلس · يوزينه كونينغ · ساني كولين · لوريان لورينك · فريدريك ماتلا · لورا نونينك · Malou Pheninckx · بين ساندرس · Lauren Stam · مارخو فان خيفين · Caia van Maasakker · Maria Verschoor · ليدفاي فيلتن                                                                   | الأرجنتين · أوغستينا ألبرتاريو · Agostina Alonso · Noel Barrionuevo · Valentina Costa Biondi · Emilia Forcherio · Agustina Gorzelany · María José Granatto · Victoria Granatto · Julieta Jankunas · Sofía Maccari · ديلفينا ميرينو · Valentina Raposo · Rocío Sánchez Moccia · Micaela Retegui · Victoria Sauze · Belén Succi · Sofía Toccalino · Eugenia Trinchinetti | بريطانيا العظمى · غيزيل أنسلي · Grace Balsdon · Fiona Crackles · مادي هينش · سارة جونز ‏ · Hannah Martin · شونا ماكلين · ليلي أوسلي · هولي ويب · إيزابيل بيتر · Ellie Rayer · سارة روبرتسون · Anna Toman · Susannah Townsend · لورا أونسورث · Leah Wilkinson                                                    |

## بطولة الرجال
تتكون المسابقة من مرحلتين ؛ مرحلة جماعية تليها مرحلة خروج المغلوب.

### مرحلة المجموعات
تم تقسيم الفرق إلى مجموعتين من ست دول ، كل فريق في مجموعته مرة واحدة. تم منح ثلاث نقاط للنصر ، واحدة للتعادل. ستتأهل الفرق الأربعة الأولى في كل مجموعة إلى ربع النهائي.

#### المجموعة أ
Field hockey at the 2020 Summer Olympics – Men's tournament

#### المجموعة ب
Field hockey at the 2020 Summer Olympics – Men's tournament

### الترتيب النهائي
Field hockey at the 2020 Summer Olympics – Men's tournament

## بطولة سيدات
تتكون المسابقة من مرحلتين ؛ مرحلة جماعية تليها مرحلة خروج المغلوب.

### مرحلة المجموعات
تم تقسيم الفرق إلى مجموعتين من ست دول ، كل فريق في مجموعته مرة واحدة. يتم منح ثلاث نقاط للنصر ونقطة للتعادل. ستتأهل الفرق الأربعة الأولى في كل مجموعة إلى ربع النهائي.

### الترتيب النهائي
Field hockey at the 2020 Summer Olympics – Women's tournament

## روابط خارجية
- النتائج